# Conflicte din Cornul Africii

Cornul Africii.

Conflictele din Cornul Africii au apărut încă din secolul al XVII-lea d.Hr. Cornul Africii include Djibouti, Eritreea, Etiopia și Somalia. Cel mai mare conflict din regiune în curs de desfășurare este conflictul din Tigrai, care include Etiopia și Eritrea.